# Ulrika Babiaková
Ulrika Babiaková (Banská Štiavnica, 3 april 1976 - Piešťany, 3 november 2002) was een Slowaaks astronome die 14 planetoïden mede heeft ontdekt tussen 1998 en 2001. Ze overleed in 2002 en haar man Peter Kušnirák noemde de planetoïde 32531 Ulrikababiaková naar haar; hij ontdekte de planetoïde op 8 oktober 2014. Ze gaf ook les om astronomie aan te moedigen.